# Miguel Enrique Aynat
Miguel Enrique Aynat Ferragut (Manacor, Baleares, 5 de septiembre de 1968) es un ex ciclista español, profesional desde 1989 hasta 1990.
Pasó al campo profesional de la mano de Javier Mínguez, en el equipo BH.
Su labor siempre era la de gregario de los diferentes jefes de filas que tuvo. Siempre se sacrificaba por el equipo, circunstancia que provocó que no consiguiera victorias en el campo profesional.

## Palmarés
No consiguió victorias.

## Equipos
- BH (1989)
- BH - Amaya Seguros (1990)